# ベンジャミン・デイヴィス・ジュニア
ベンジャミン・オリバー・デイヴィス・ジュニア (Benjamin Oliver Davis, Jr.、1912年12月18日 - 2002年7月4日）は、アメリカ合衆国の陸軍・空軍軍人。最終階級は空軍大将。
第二次世界大戦で米国史上初のアフリカ系空軍部隊タスキーギ・エアメンの指揮官を務め、1998年、アフリカ系初の空軍大将となった。
父親のベンジャミン・O・デイヴィス・シニアも陸軍軍人で、アフリカ系初の陸軍将官（准将）である。

## 経歴

### 生い立ち
デイヴィス・ジュニアは、1912年12月18日にワシントンD.C.でベンジャミン・O・デイヴィス・シニアとエルノラ・ディッカーソン・デイビスの間に3人の子供の2番目として生まれた。父は米陸軍士官 (中尉) であり、陸軍の黒人部隊バッファロー・ソルジャーズの第9騎兵連隊としてワイオミング州に配属されていた。母のエルノラ・デイビスは、1916年に3人目の出産の後、合併症で亡くなった。父はオハイオ州のウィルバーフォース大学に出向、その大学の教授であったセイディ・オーバートンと結婚し、任務でフィリピンに赴いたため、デイヴィスと彼の姉妹はワシントンにいる祖父母のもとで育った。10 代の頃、彼は巡業曲技飛行士につれられて飛行機に乗り、その経験は彼に強い影響を与えた。

### 学生時代
1920年から1924 年にかけてシニアがアフリカ系アメリカ人初の高等教育機関であるタスキーギ・インスティテュート (タスキーギ大学) の軍事科学を教えるためにアラバマ州に戻り、そこで家族は再び共に暮らすようになる。シニアがオハイオ州に教官として配属されたため、家族はオハイオ州クリーブランドに引っ越し、1929年、デイビスはそこで高校を卒業し、同年ウェスタン・リザーブ大学に進学した。
1932年、デイヴィスはシカゴ大学に籍を置いた後、7月には陸軍士官学校に入学した。士官学校での寮生活の4年間、白人の学生は彼を士官学校から追いだそうとして、交流を拒んだ。そのため彼にはルームメイトもおらず、食事も一人で食べ、孤立を強いられた。しかし彼は不屈の精神でもってその敵意に耐え、1936年6月、彼は、ヘンリー・オシアン・フリッパー(1877年)、ジョン・ハンクス・アレクサンダー(1887年)、チャールズ・ヤング(1889年)に続き、ウエスト・ポイントでのアフリカ系アメリカ人の4人目の黒人卒業生となった。彼が卒業して歩兵少尉に任官された時代、人種隔離政策のため陸軍には従軍牧師以外に黒人将校が2人しかいなかった。つまり父、ベンジャミン・O・デイヴィス・シニアと、デイヴィス・ジュニアである。卒業後、彼は在学中に知り合ったアガサ・スコットと結婚した。

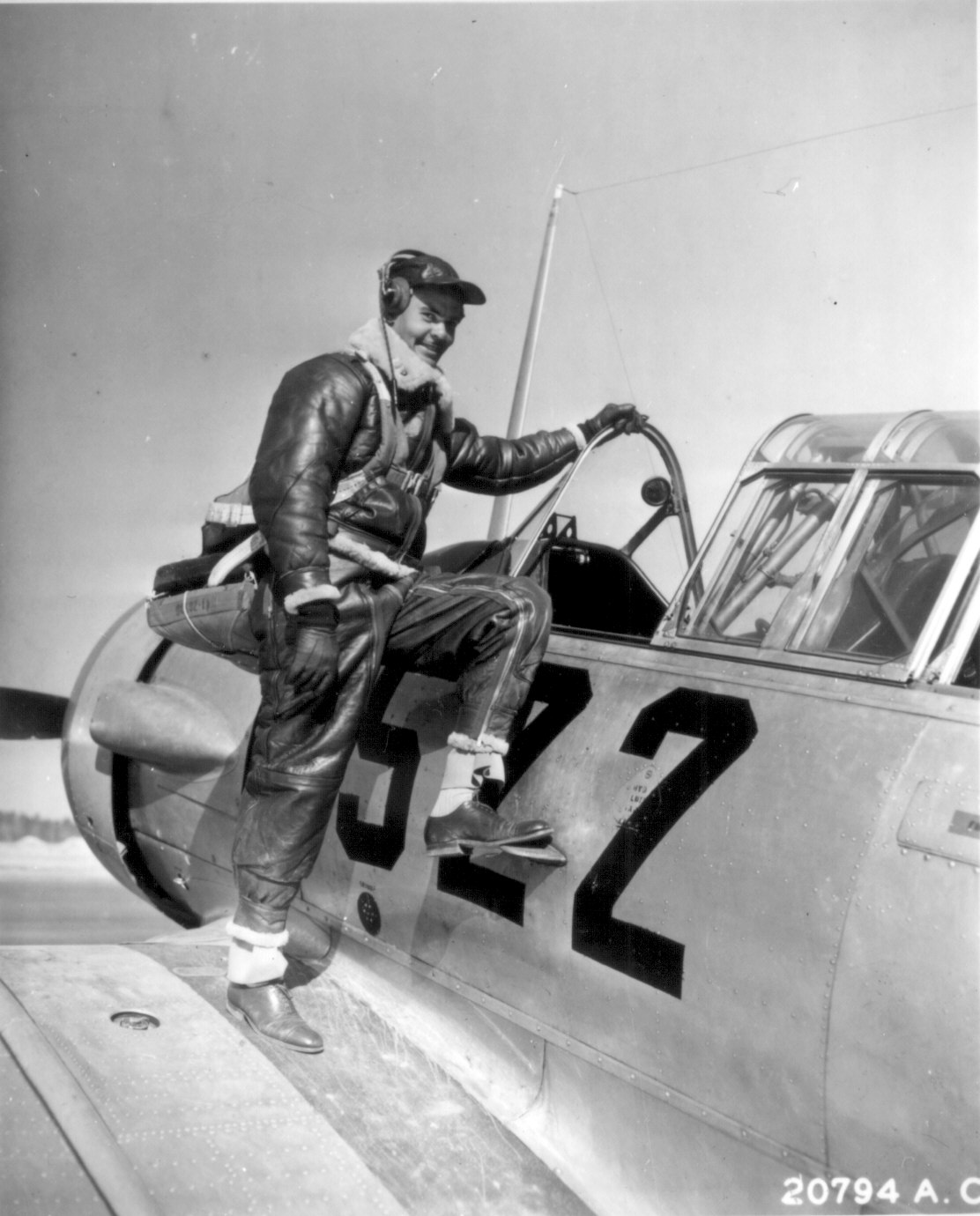
タスキーギで教官を務めるデイヴィス・ジュニア (1942年)

### 軍歴
ウェストポイントの3年生時点で、デイヴィスは陸軍航空隊を希望したが、黒人であるため拒絶された。1936年、デイヴィスはジョージア州フォート・ベニングでバッファロー・ソルジャー第24歩兵連隊に配属された。フォート・ベニングで歩兵中隊の指揮官を1年務めたが、その期間、彼が軍の福利厚生施設である将校クラブを利用することは許されなかった。1937年6月、彼はさらに歩兵学校に入学し、1年後に卒業。かつて父が教官を務めたアラバマ州の黒人大学タスキーギ・インスティテュートで軍事科学の教授に就任した。これは陸軍が人種隔離政策という差別に基づき、白人兵士を黒人将校の指揮下に置かせないための内々の方法でもあった。

#### 第二次世界大戦
1941年、黒人初のパイロット養成を目指すべく、タスキーギ大学に隣接してタスキーギ陸軍飛行場が建設された。彼はタスキーギ陸軍飛行場の最初の訓練生となり、1942年初頭にコースを修了した5人の黒人将校の1人としてパイロットの資格を獲得した。これにより正式に陸軍航空隊に転属がみとめられ、四か月後に中佐に昇進、初の黒人航空部隊である第99追跡飛行隊の指揮官に任命された。こうして、米軍史上初のアフリカ系アメリカ人航空部隊「タスキーギ・エアメン」が誕生した。

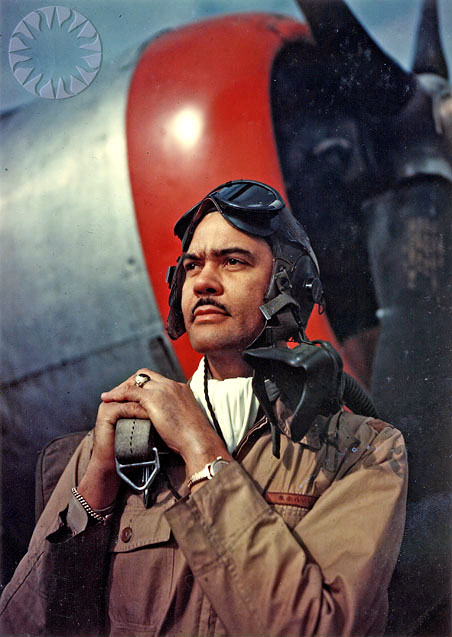
P-47 サンダーボルトとデイヴィス・ジュニア (1944年)

1942年8月、彼は人種隔離された陸軍航空隊「タスキーギ・エアメン」の最初の部隊のひとつである第99戦闘飛行隊の指揮官として、北アフリカとシチリアでの戦闘を指揮した。1943年、陸軍内で黒人パイロットの登用を疑問視し中断させようとする動きがあったが、デイヴィスは二つの黒人部隊、第99戦闘飛行隊と第332戦闘飛行の両方を順番に指揮し、1944年のアンツィオの戦いにおいて、2日間で12機のドイツ機を撃墜するなどして功績を上げた。これらの戦いでデイヴィスは航空勲章、殊勲飛行十字章、功労勲章、シルバースターを授与された。1945年6月に米国に戻り、ケンタッキー州ゴッドマンフィールドで別の人種隔離部隊である第477砲撃群の指揮官となった。デイヴィスは引き続き長引く太平洋戦線への配備が期待されていたが、黒人パイロットと白人スタッフとのあいだの人種的緊張のため、準備は予定より大幅に遅れ、そのあいだに戦争は日本の敗北で終結した。

#### 第二次世界大戦後
デイヴィスを指揮官としたタスキーギ・エアメンの活躍は、アメリカ軍内の黒人兵士の能力に関する根強い偏見を覆すのに大きく貢献した。1948年、米軍は効率的な人員展開のため、軍内の人種隔離政策を撤廃し、人種的に統合された部隊が必要とされると判断した。トルーマン大統領はその年、軍内での人種隔離撤廃を命ずる大統領令に署名した。デイヴィスはこの人種隔離撤廃計画の起草にも直接携わっている。
1953年11月、デイヴィスは韓国にある極東空軍の第51戦闘迎撃航空団の指揮官に就任し、翌年の1954年からは東京の極東空軍本部で作戦および訓練の責任者を務め、1955年には第13空軍の副司令官に就任、さらに台湾の第13航空任務部隊 (暫定) の司令官も務めた。

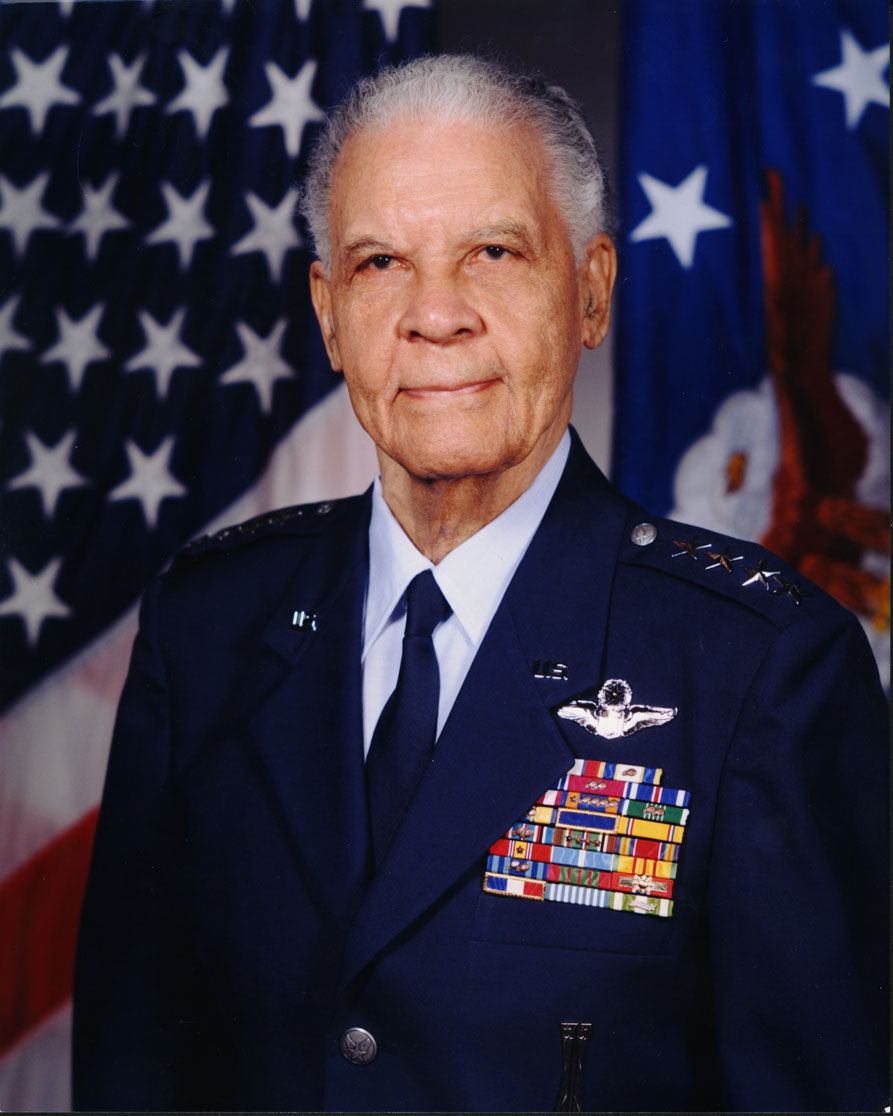
大将 (四つ星階級章将官）に任命されたデイヴィス・ジュニア

1959 年、デービスはアフリカ系アメリカ人として初めて空軍少将に昇進し、1965 年には空軍中将に昇進した。空軍大将への昇進が間近に迫っているという噂が根強く残っていたにもかかわらず、現実にならないまま、1970年1月31日に退役した。その後米国運輸省の民間航空セキュリティのディレクターに就任後、1971年には運輸長官補佐をつとめた。
1998年12月9日、大将に昇進し、クリントン大統領によって4つ星の記章が授与された。

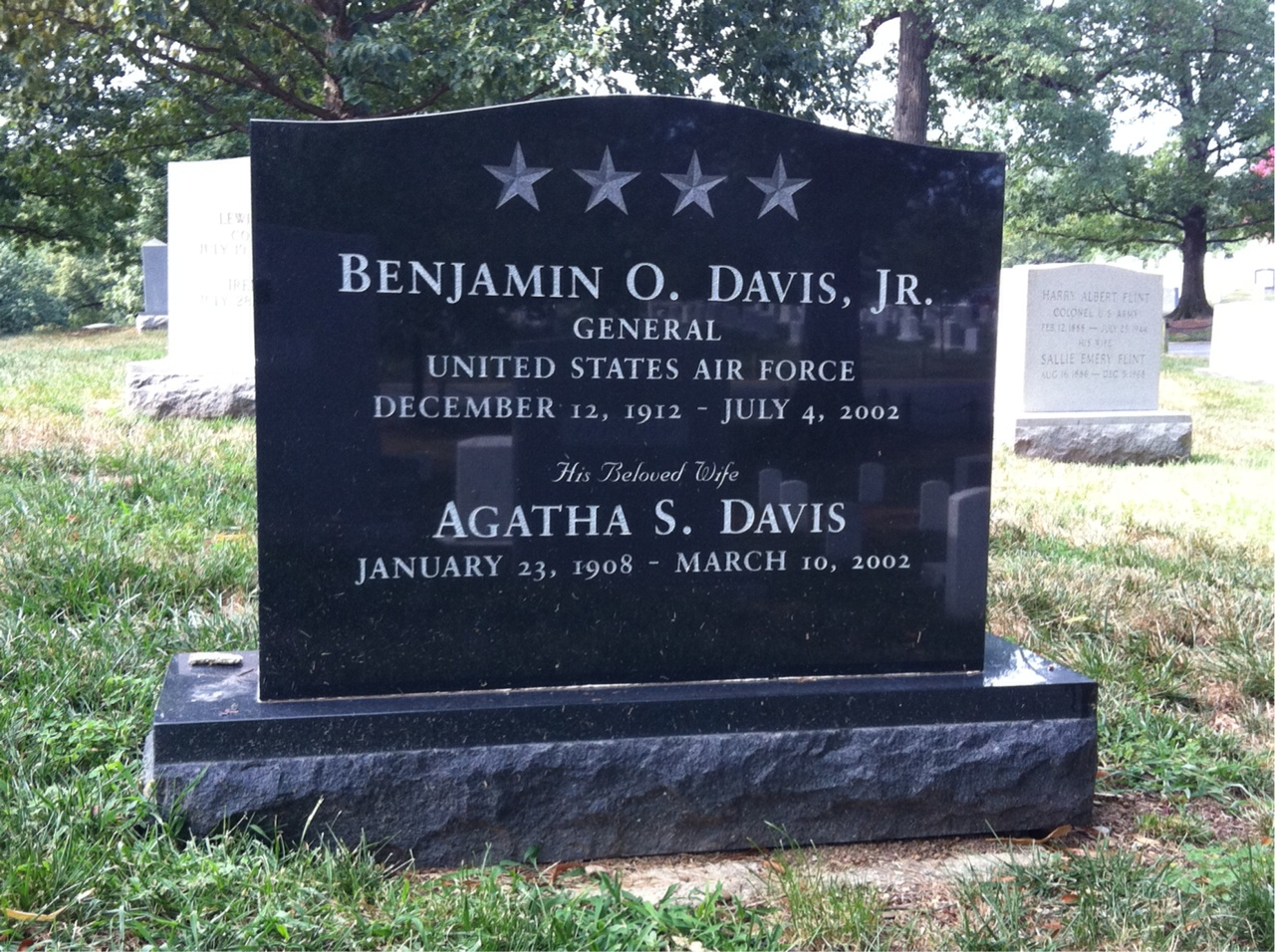
墓地

アルツハイマー病を患っていたデービスは、 2002年7月4日、ワシントンDCのウォルター・リード陸軍医療センターで89歳で亡くなった。彼は7月17日、アーリントン国立墓地に妻アガサとともに埋葬された。

## その他

### デイヴィス・ライン (中間線)
現在知られている台湾海峡中間線は、1954年12月にアメリカ合衆国と台湾に移った中華民国の間で締結された軍事同盟「米華相互防衛条約」の翌年1955年、極東空軍の司令官であったデイヴィスが中華人民共和国(PRC) と台湾の中華民国(ROC) との間にある台湾海峡の中央に線を引き、その後、米国が双方に圧力をかけ、中間線を越えないという暗黙の合意をとりつけたものである。この「中間線」は、中国と台湾との直接的な衝突を回避するため、70年近く地域の平和維持に貢献し、デイヴィス・ラインとも呼ばれている。 

## 参考事項
- Applegate, Katherine. The Story of Two American Generals Benjamin O. Davis Jr. and Colin L. Powell, Gareth Stevens Pub., 1995
- Sandler, Stanley. Segregated Skies: All-Black Combat Squadrons of WW II, Smithsonian Institution Press, 1992.

- Benjamin O. Davis, Jr. Collection Archives Division, National Air and Space Museum
- American History: Benjamin Davis
- A Tribute to Benjamin O. Davis Jr.
- African Americans in the U.S. Army – army.mil